# Macroprotodon
Macroprotodon Guichenot, 1850 è un genere di serpenti della famiglia dei Colubridi.

## Tassonomia
Il genere comprende le seguenti specie:
- Macroprotodon abubakeri Wade, 2001
- Macroprotodon brevis (Günther, 1862)
- Macroprotodon cucullatus (Geoffroy De St-Hilaire, 1827) - colubro dal cappuccio
- Macroprotodon mauritanicus Guichenot, 1850